# تاراس كاتشارابا
تاراس كاتشارابا (بالأوكرانية: Качараба Тарас Іванович) (7 يناير 1995 بجيداتشيف في أوكرانيا - ) هو لاعب كرة قدم أوكراني في مركز الدفاع. شارك مع منتخب أوكرانيا تحت 16 سنة لكرة القدم ومنتخب أوكرانيا تحت 17 سنة لكرة القدم ومنتخب أوكرانيا تحت 18 سنة لكرة القدم ومنتخب أوكرانيا تحت 19 سنة لكرة القدم. أما مع النوادي، فقد لعب مع نادي شاختار دونيتسك وFC Shakhtar-3 Donetsk ‏ وهوفيرلا أوجهورود ‏.

## روابط خارجية
- تاراس كاتشارابا على موقع الاتحاد الأوربي (الإنجليزية)
- تاراس كاتشارابا على موقع اتحاد أوكرانيا (الإنجليزية)
- تاراس كاتشارابا على موقع قاعدة بيانات كرة القدم.إي يو (الإنجليزية)
- تاراس كاتشارابا على موقع بيانات كرة القدم. دي إي (الألمانية)
- تاراس كاتشارابا على موقع ليكيب (الفرنسية)
- تاراس كاتشارابا على موقع ناشيونال فوتبول تيمز (الإنجليزية)
- تاراس كاتشارابا على موقع Soccerbase.com (لاعب) (الإنجليزية)
- تاراس كاتشارابا على موقع Soccerway.com (الإنجليزية)
- تاراس كاتشارابا على موقع عالم كرة القدم.نت (الإنجليزية)